# Collège Invisible (ufologie)
Pour les articles homonymes, voir Collège invisible.
Le Collège Invisible était un réseau informel de scientifiques et d'ufologues consacré à l'étude du phénomène OVNI mais aussi à l'étude des différents aspects jusqu'alors inexplorés des énergies psychiques[réf. nécessaire]. C'est aussi le titre du livre de Jacques Vallée faisant état de ce réseau.
Ce groupe qui fonctionne de 1960 à 1975 — dont les activités sont demeurées relativement confidentielles pour éviter de nuire à la vie professionnelle de ses membres — a été composé d'adhérents d'une demi-douzaine de pays. Ce « collège » a permis à ses membres d'échanger des informations, des réflexions, des documents, à l'abri des médias et des milieux scientifiques officiels. En fonction des compétences des différents membres, les recherches du Collège Invisible couvraient de nombreuses disciplines : astronomie, physique, informatique, biologie, tout en restant ouvertes aux phénomènes parapsychiques. Parmi ses membres les plus éminents on peut mentionner : Jacques Vallée l'un des fondateurs, Aimé Michel, J. Allen Hynek, Claude Poher, Yves Rocard, Pierre Guérin, Olivier Costa de Beauregard, Rémy Chauvin[réf. nécessaire].
Le Collège Invisible réunit des personnalités fort différentes, comme tout groupe informel il est difficile d'affirmer qui en fit partie. Jacques Bergier, coauteur avec Louis Pauwels du livre Le Matin des magiciens, a eu des rapports étroits avec certains de ces membres[réf. nécessaire].
Plusieurs membres de la Commission Ouranos faisaient partie du Collège invisible.